# 295-я стрелковая дивизия (1-го формирования)
295-я стрелковая дивизия (1-го формирования) (295 сд (1ф)) — воинское соединение Вооружённых Сил СССР, принимавшее участие в Великой Отечественной войне.
Боевой период: 10 августа — 26 сентября 1941 года.

## Формирование и вооружение
Дивизия была сформирована в июле 1941 года в Харьковском военном округе, согласно постановлению № ГКО-207сс от 19.07.1941. Место дислокации — город Чугуев Харьковской области.
Согласно штатному расписанию дивизия должна была иметь:
- Винтовок — 11 000 штук
- Ручных пулемётов — 162
- Станковых пулемётов — 108
- ППШ — 162
- Миномётов 50-мм — 54
- Миномётов 82-мм — 18
- Миномётов 120-мм — 6
- 45-мм ПТО пушек — 18
- 76-мм полковых пушек — 12
- 76-мм дивизионных пушек — 16
- 85-мм зенитных пушек — 4
- 122-мм гаубиц — 8
- 37-мм зенитных пушек — 6
- Автомашин грузовых — 120
- Тракторов СТЗ-5 — 12

## Боевой путь
295 стрелковая дивизия, наспех сформированная с началом Великой Отечественной войны, свой первый боевой опыт приобрела при обороне Киевского Укрепрайона в составе 37-й армии (командующий — генерал-майор А. А. Власов), которая была сформирована к 8 августа 1941 г. Она объединяла все войска на участке обороны КиУР, включая и 295-ю сд. Последняя прибыла в Киев после 11 августа.

«…Когда стало понятно, что дела плохи, вместо перемолотых у границ соединений стали формировать „второочередные дивизии“, не заложенные в действовавший до войны план мобилизации. Именно „второочередные“ дивизии останавливали немцев, когда были постепенно выбиты кадровые соединения РККА. Например, 284-я и 295-я стрелковые дивизии предотвратили захват Киева немцами после прорыва Киевского УРа в начале августа 1941 г.»
Вышеприведённую цитату следует прокомментировать: 284 сд и 295 сд прибыли в Киев уже после того, как войска 37-й армии отразили вражеский штурм, и немцы отошли на более удобный в тактическом отношении рубеж на северном берегу реки Вита. Формально 295 сд находилась во втором эшелоне по линии Мышеловка — Святошино. Тем не менее дивизию раздёргивали для прикрытия брешей в своём фронте, поэтому 30 августа она получила пополнение в количестве 2000 человек, о чём говорит оперативная сводка штаба 37-й армии от 06:00 30.08.1941 года.
В начале сентября назрел кризис на стыке 37-й и 5-й армий в районе местечек Остёр и Козелец, где противник смог последовательно форсировать реки Днепр и Десна. Поэтому дивизия передаётся в состав 5 армии из Киевского укрепрайона. Она сосредоточена в районе Надиновка, Красиловка (8 — 17 км восточнее Максима). А уже 6 сентября 5 армия получает категоричный приказ Ставки ВГК — любой ценой удерживать днепровский рубеж и город Чернигов и нанести контрудар по противнику. Но этот приказ оказался неосуществимым.
Подробнее о действиях 5 армии с 20 августа по 20 сентября и о её окружении можно прочитать в книге Владимирского А. В. «На Киевском направлении» (Глава 4).
«… 5 сентября дивизия была переброшена в район южнее Чернигова. Шесть дней продолжалась здесь кровавая битва. 11 сентября крупными силами фашисты окружили части дивизии. Начались тяжёлые бои в окружении…»
14 сентября подвижные соединения 1-й и 2-й танковых групп противника соединились в районе Лохвицы, завершив окружение значительной части войск Юго-Западного фронта. Дивизия вместе с другими частями 5-й армии была уничтожена к началу двадцатых чисел сентября. 1042-й стрелковый полк был переброшен в расположение 40-й армии, вёл бои на Конотопском направлении, после отступления пополнил 227-ю стрелковую дивизию.

## Состав
- 884-й стрелковый полк
- 1038-й стрелковый полк
- 1040-й стрелковый полк
- 1042-й стрелковый полк
- 819-й артиллерийский полк
- 333-й отдельный истребительно-противотанковый дивизион
- 352-й разведывательный батальон
- 588-й сапёрный батальон
- 753-й отдельный батальон связи
- 337-й медико-санитарный батальон
- 386-я отдельная рота химзащиты
- 425-я полевая почтовая станция
- 855-я полевая касса Госбанка

## Командиры
- Андрюков, Илья Дмитриевич (10 июля — 2 сентября 1941 года), полковник.
- Лунёв, Иван Федотович (3 — 30 сентября 1941 года), полковник.